# Lamswaarde
Lamswaarde is een dorp in de gemeente Hulst, in de Nederlandse provincie Zeeland. Het dorp ligt in de regio Zeeuws-Vlaanderen en telt 565 inwoners (2023). Sinds de gemeentelijke herindeling van 1 januari 2003 maakt het dorp deel uit van de gemeente Hulst, voordien was Lamswaarde altijd een deel van de gemeente Hontenisse.

## Geschiedenis

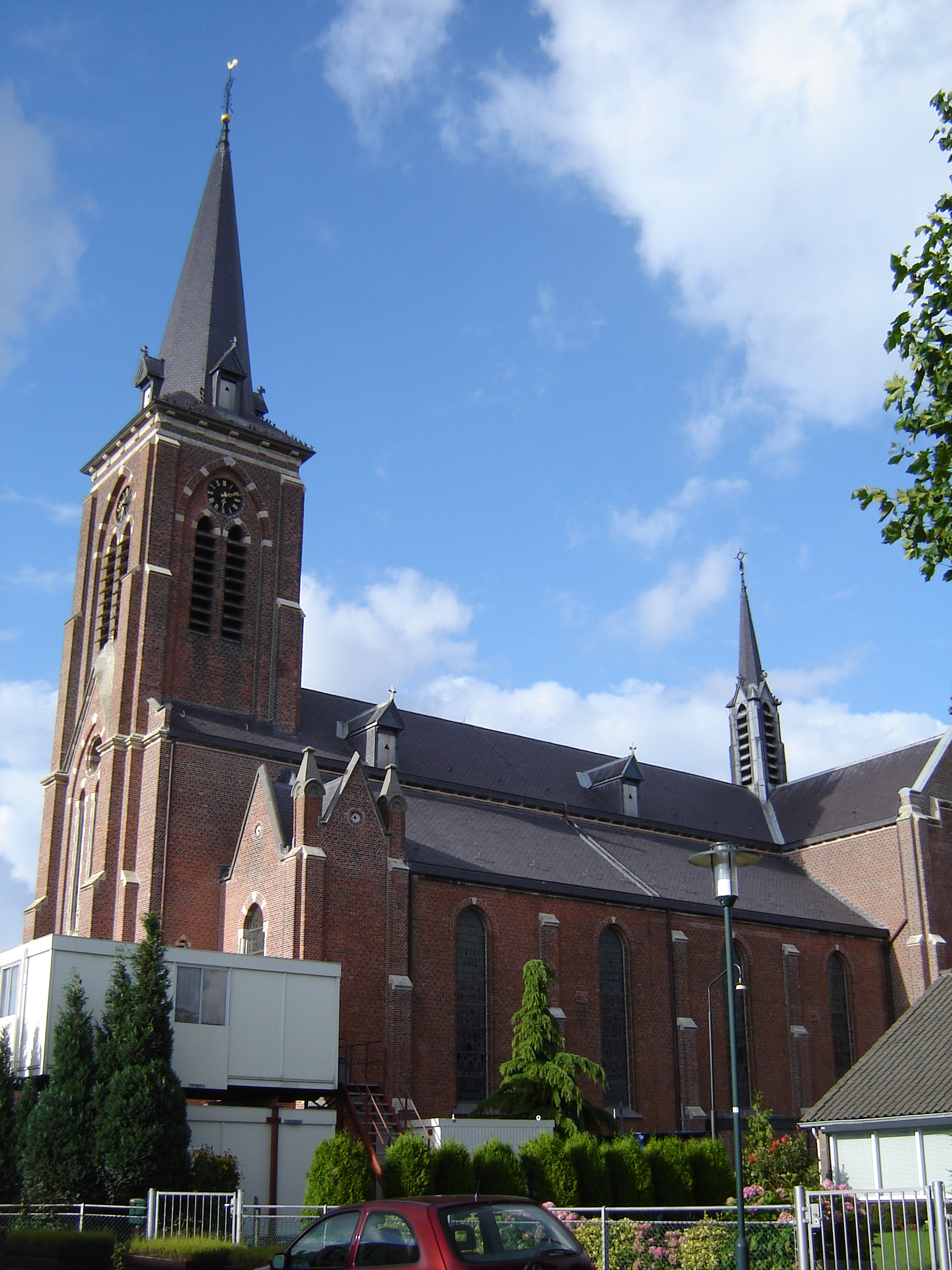
Heilige Corneliuskerk

Oud-Lamswaarde ontstond in begin dertiende eeuw als uithof van de Vlaamse Abdij van Boudelo, een cisterciënzerabdij. Deze uithof werd gedurende de Tachtigjarige Oorlog eind 16e eeuw verwoest. Na 1615, toen de Oostvogelpolder werd herdijkt, ontwikkelde zich nabij deze locatie het huidige Lamswaarde. De Boudeloodijk en de Boudeloohoeve herinneren nog aan de Middeleeuwse toestand. Aan deze toestand heeft het -grotendeels katholieke- Lamswaarde ook haar bijnaam: Het Heilig Land te danken.
In 1686 werd in het dorpje een schuurkerk gebouwd. Deze werd bediend door paters die uit De Klinge afkomstig waren. In 1809 werd Lamswaarde een zelfstandige parochie, en het kerkje werd verheven tot parochiekerk en hierop werd in 1810 een torentje gebouwd. Reeds in 1845 waren er klachten over het feit dat het kerkje veel te klein was, daar menigeen niet in staat is om te knielen en er altijd nog zeer velen in de openen lucht moeten blijven. In 1854 kwam er een nieuwe pastorie, maar pas in 1871 had men genoeg geld ingezameld en begon men met de bouw van de huidige rooms-katholieke Heilige Corneliuskerk, die in 1873 door de Deken van Hulst werd ingewijd.
Tot de bestaansmiddelen hoorden in de eerste helft van de 19e eeuw, naast de landbouw, ook het turfsteken.
In het huidige dorp bevindt zich een buurthuis en een basisschool. Nabij Lamswaarde ligt het gehucht Roverberg.

## Bezienswaardigheden
- De Sint-Corneliuskerk uit 1873, ontworpen door P. Soffers, is een neogotische bakstenen pseudobasilikale kruiskerk. Hoofdaltaar en preekstoel dateren van omstreeks 1910. Bij de kerk bevindt zich een Heilig Hartbeeld uit 1920.
- In 1926 vestigden de Franciscanessen van Etten zich in Lamswaarde. Zij stichtten het Theresiagesticht aan Achterstraat 27. Hier woonden veertien nonnen. Het complex omvatte ook een kleuterschool en een lagere meisjesschool. Het gebouw is uitgevoerd in een sobere expressionistische stijl.
- Een hardstenen dorpspomp uit 1886, nabij de J. de Waalstraat 19.
- Boerderij J. de Waalstraat 9 heeft een woonhuis met tegelkamer uit 1834, en een bakhuis dat vermoedelijk uit de 18e eeuw stamt.
- Mariakapel aan de Boudeloodijk, uit 1992, welke een kapel verving die er van 1950-1964 heeft gestaan.

## Natuur en landschap
Lamswaarde ligt te midden van zeekleipolders, die voor de landbouw worden gebruikt.
Ten noorden van Lamswaarde ligt een wiel, dat De Weel wordt genoemd.

## Verenigingsleven
In Lamswaarde zijn de volgende verenigingen:
- Fanfare Vrijheid Eendracht, voortgekomen uit een zangvereniging met dezelfde naam, opgericht in 1870/1895
- Biljartvereniging Ons Vermaak, opgericht ca. 1925
- Carnavalsstichting De Lamsoren, opgericht in 1959
  - Lamsoorse Jokers, opgericht in 1959
- Voetbalvereniging Samenspel Doet Overwinnen - SDO '63, opgericht in 1963
- Boerenkapel der Lamsoren, opgericht in 1972
- Tennisvereniging, opgericht in 1982
- Tafeltennisvereniging Rond de Tafel, opgericht in 1986
- Golfclub, gevestigd op de Petrus & Paulushoeve
- Bridgeclub Lamswaarde
- Schuttersvereniging
- EHBO vereniging Lamswaarde
- Lamswaarde Bruist (Lamswjèrse Kermis), opgericht in 2011

## Nabijgelegen kernen
Kuitaart, Kloosterzande, Graauw